# TGV
TGV（フランス語発音: [teʒeve]、テジェヴェ）　は、フランス国鉄（SNCF）が運行する高速鉄道の車両、およびそれの運行形態。名称の「TGV」は、高速列車を意味するフランス語「(le) Train à Grande Vitesse」（train は列車、grande は大きい、vitesse は速度を意味する）。

## 歴史

### 営業運転開始まで

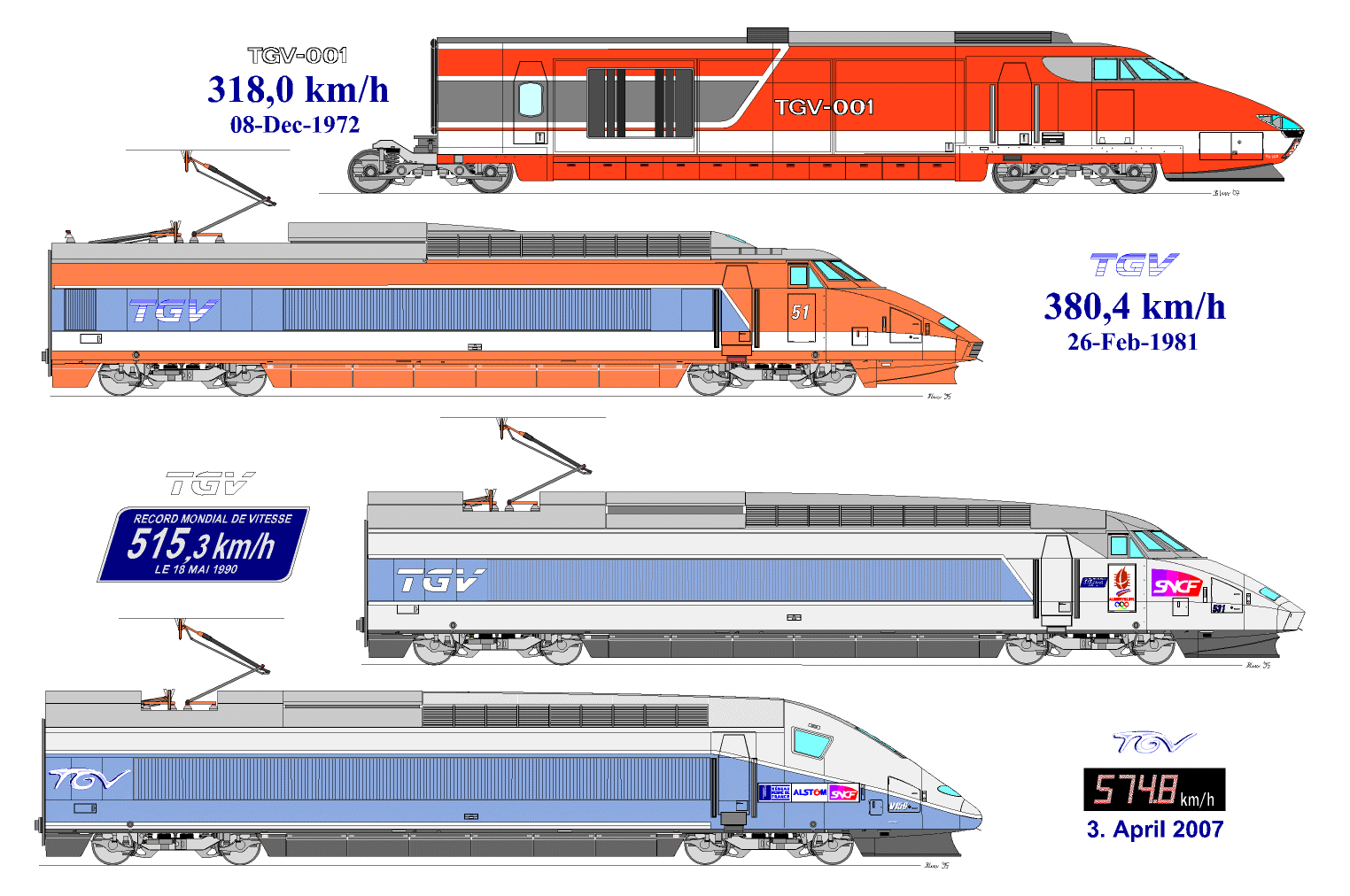
TGV最高速度の系譜

TGVが最初に考案されたのは1960年代で、日本の国鉄が1959年に東海道新幹線の工事を始めた直後である。
当時はフランス国内でも、他の国々と同様に、アエロトランのような空気浮上式鉄道（ホバークラフトに類似）や磁気浮上式鉄道について研究が行われていた。しかし、実用性や費用の点で数多くの問題があったため、浮上式鉄道による高速化を断念し、鉄道の高速化は鉄軌道と鉄車輪方式により実施することになった。フランス政府はすぐさま計画を支持し、SNCFは鉄軌道・鉄車輪方式の高速鉄道車両について、1967年より本格的に研究を開始した。
最初の計画では、ガスタービンエンジンの出力回転軸を発電機に接続し電力に変換して車軸に接続したモーターを駆動する電気式ガスタービン動力車が考案された。ガスタービンは小型であり、長時間にわたって高いパフォーマンスを発揮するためである。このガスタービン電気式動力車は1967年に試作され、量産化もされてイランやエジプトにも輸出された。そしてこの技術をそのまま生かし、1972年に最初のTGV車両であるTGV001が試作された。これは編成出力4,400kWの動力集中、連接台車方式であった。TGV001の外装・内装はイギリス生まれのデザイナーであるジャック・クーパーによって設計された。これは以後のTGV車両のデザインの原型であり、車体前面の「鼻」が特徴的である。
TGV001は空気力学的な流動実験によって車体が設計され、また高速域からの列車を停止させるためのブレーキ等の新技術を採用しており、1972年12月8日に非電化車両として最速の318km/hを記録した。これは当時最速の列車であった日本の新幹線の最高営業速度（当時210km/h）を上回った。
しかし、1973年には石油ショックの影響を受けて燃料の価格が急激に上昇したため、ガスタービンによる駆動方式は実用性を失った。計画は動力車内のガスタービンで発電する方式から架線から電力を得る架空電車線方式に変更され、その電力はフランス国内に新設された原子力発電所から供給された。
電気牽引方式を取り入れたTGVは1974年に完成した。モーターや、サスペンション、動作制御装置などの試験を繰り返した結果、TGV001と比較して動力車の重量を2.95トン削減することができた。この試作車は試験中に約1,000,000 km走行した。
1976年にはフランス政府のTGVプロジェクトによって最初のTGV路線であるパリ - リヨン間（LGV南東線（LGV Sud-Est,ligne nouvelle 1,LN1））の建設が始まった。

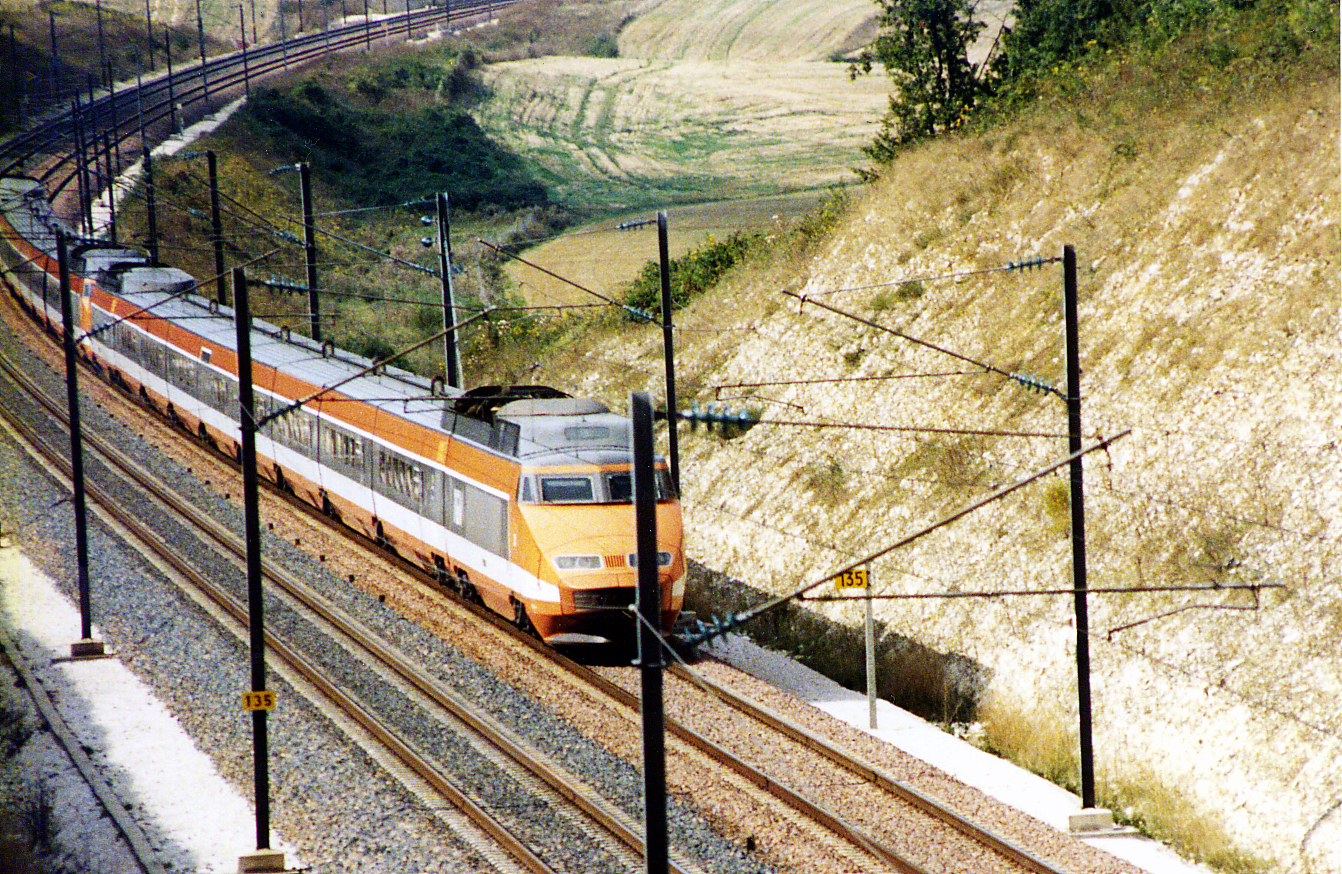
南東線開業当時のTGV Sud-Est編成は橙色だった（1987年）

のちに2度の試作車両製作と耐久試験の結果、1980年4月25日に最初の量産型営業車両が完成した。なお、実車はLGV南東線の開業前に在来線のパリ - リヨン間で営業運転に使用されている。
1981年2月26日にはTGV Sud-Est第16編成によって、当時の世界最高速度380km/hを記録。
1981年9月27日、初のTGV営業路線としてパリ - リヨン間のLGV南東線が開業、最高速度260km/h（のちに270km/h）での営業運転が開始された。この2都市の都心間を航空機よりも短時間で結ぶ最速の交通手段となった。なお、日本の新幹線の開業（1964年）に遅れること17年であったが、新幹線の営業最高速度を初めて上回ったことで世界の注目を集めた。

### 営業運転開始後
- 1989年 LGV大西洋線一部開業。
- 1990年 LGV大西洋線での走行試験において、TGV Atlantique（TGV アトランティク）第325特別編成が鉄車輪式の列車としては当時世界最速の515.3km/hを樹立[※ 2]。
- 1990年 LGV大西洋線のトゥール方面への分岐線開業。
- 1992年 LGVローヌ・アルプ線一部開業。
- 1993年 LGV北線がリールまで開業。
- 1993年 営業最高速度を300km/hにまで引き上げ。
- 1994年 ローヌ・アルプ線（リヨン近郊 - ヴァランスTGV駅間）全線開業。
- 1994年 英仏海峡トンネル開通に伴い、パリ北駅、ブリュッセル南駅 - ロンドン・ウォータールー駅間でユーロスターの営業運転を開始。
- 1994年 LGV北線とLGV南東線をパリ郊外で連絡するLGV東連絡線が開通。
- 1997年 ベルギー国内の高速専用線HSL 1が開業。ブリュッセル - パリ、ロンドン間のスピードアップが実現。同時にパリ - ブリュッセル - アムステルダム間でタリスの運行を開始（後に、ドイツ・ケルン方面へも運行されるようになる）。
- 2001年 ヴァランスからアヴィニョン・ニーム・マルセイユを結ぶLGV地中海線が開業。
- 2007年 4月3日、SNCF・アルストム・フランス鉄道線路事業公社（RFF）の三者による「V150プロジェクト」[※ 3]として開業前のLGV東ヨーロッパ線での公式走行試験において、第4402特別編成が574.8km/hを樹立し、第325特別編成が1990年に記録した非浮上式列車部門での世界最高速度記録を更新。
  - 第4402特別編成は両端2両の動力車と中間3両の連接客車で組成された。動力車はLGV東ヨーロッパ線からドイツ・スイス方面への直通列車用として開発されたTGV POS編成の384003・384004号の出力（9,600kW）が大幅に増強（15,600kW）されたもの。中間3両はDuplex編成用ダブルデッカー車で、中間車両端部の連接台車にも、新開発の永久磁石同期電動機4基（合計出力4,000kW）に変更された。編成出力は第325特別編成の約13,000kWを大幅に上回る19,600kWである。
  - 試験に際し、架線電圧を25,000Vから31,000Vに昇圧し、トラクションを高めるために車輪直径は通常の920mmから1,080mmとされた。
  - 高性能のVVVFインバータ装置と小型軽量高出力の交流電動機の採用が主流となっている中、最高速度350km/h前後の営業運転を目指す「TGV陣営を除く各国」では、「新幹線方式」とも言える動力分散方式が主流になりつつある。
  - ただし、高速運転の意義としては、上記のような「フランスの意地」以外にも、フランス国外への売り込み（特に中国・アメリカ・ブラジルを意識していると言われる[誰によって?]）のためのデモンストレーションであるとの見方（イギリス報道機関によるテレビニュース）や、超高速域での安全性確認による将来の速度向上への布石、あるいは、TGVが歴史的に国内航空網を競争相手として意識せざるを得なかったことなどが挙げられる。
  - 試験はテレビ番組で生中継され、車内および沿線には報道機関が招かれた。特に、574.8km/h達成予定地点には多くの報道機関が集まり、TGVが速度記録を更新した映像が世界各国で報道された。
  - 生中継のために小型ジェット機も飛行し、走行する特別編成を上空から追跡しながらの実況中継が実施された。
  - 動力車の側面と中間車の屋上部には、フランス国旗色の帯が装飾され、報道機関がどのアングルから撮影しても必ずフランスを意識するように配慮された。
  - なお、フランスでも、動力集中方式での高速鉄道から、今後は世界の「主流」となっている、分散動力方式による高速鉄道（AGV）に開発の軸を移すことにしている。今回の特別編成においても付随車の中間車についても電動機を追加しており、TGVの特徴である動力集中方式から新幹線などの動力分散方式（電車方式）へ近づいた構造で、全車軸16軸のうち動力軸は12軸とされた。
- 2007年6月10日 LGV東ヨーロッパ線開業。TGVがドイツのシュトゥットガルト（1日3往復、土曜・日曜は一部運休）、さらに2008年3月8日より、1日1往復ミュンヘンまで直通するようになり、ルクセンブルク、スイスのバーゼル・チューリッヒへも直通する。TGV車両のドイツ直通は、タリスによるケルン直通に次いで、2例目となる。
- 2013年4月2日 廉価版TGV「Ouigo（ウィゴー）」の運行を開始。
- 2013年12月15日 バルセロナへ乗り入れ開始[1]。
- 2017年5月29日 TGVとして運行していた列車愛称を「inOui（イヌイ）」に変更する事を発表[2]。
- 2017年7月2日 LGVブルターニュ-ペイ・ド・ラ・ロワール線開通、「inOui」の運行を開始[3]。
- 2024年7月25日 TGV路線の3箇所で、設備が放火される事件が発生。複数の路線で運行できなくなるトラブルになる。パリオリンピック開会式を翌日に控えていたため、各地で混乱が生じた[4]。

## 軌道
TGVがその性能を発揮し高速走行が可能な専用軌道は LGV（フランス語: Ligne à Grande Vitesse、高速線の意味）と呼ばれるが、軌間は1,435mm（標準軌）でSNCFの在来線と同一である。車両限界なども在来線とほぼ共通の設計になっているため、都市部では既存の線路を走行し、市街地を出ると線形の良いLGVに入って高速走行するという運営方法が可能で、ターミナル駅は在来線と共用していることも多い。またフランスを含むヨーロッパの多くの国でも標準軌が採用されているため、電気方式、保安装置、車両限界などをクリアすれば、他国に直通運転することが可能である。

### 軌道の規格
2007年に開業したLGV東ヨーロッパ線などは通常の営業運転において320km/hの最高運転速度が許容されている。元々のLGVは200km/hの速度が許容された高速線として定義されていたが、その後基準が改正され最高速度250km/hの高速線とされるようになった。従来からのSNCF在来線上での最高運転速度は、在来線列車が160km/hから200km/hとなっている路線で概ね220km/hとなっている。
LGVの建設方法は従来の鉄道の建設方法と類似しているが、いくつか核となる面が異なる。高速で列車が曲線を通過するとき旅客が感じる遠心力を減らすため、曲率半径が大きく取られている。LGVの曲率半径は原則として4,000m以上とされていたが、新路線では将来のさらなる高速化も目指すため7,000m以上とされている箇所もある。
LGVの軌道は在来路線に比べ精密に保線が行われ、バラスト（砕石）なども高速で走行するTGVの軸重に耐えられるよう厚く盛られ安定性が保たれている。1km当たりに敷設されている枕木の本数も在来線よりも多く、そのすべてが鋼鉄の締結装置で固定されたPC枕木で構成されている。軌条はUIC60kg/mの重軌条が使われ、傾斜角は通常の20分の1に比して40分の1とより真っ直ぐに作られている。継ぎ目を少なくするためにロングレールが使用され、快適な走行を実現している。トンネルの直径は、通常の列車が必要としている直径よりも大きく確保されている。これは気圧変化の影響を少なくすることを目的としているが、TGVの最高速度に影響を与えることもある。
いずれの路線も複線で、左側通行である。ただし、ヨーロッパで一般的な単線並列方式を採用しており、数十キロメートル毎に渡り線が設置されている。場所によっては、分岐側制限速度240km/h・直線側制限速度なしの65番高速分岐器（ノーズ可動式）が採用されている。

### 在来列車との共用
原則としてTGV車両による旅客列車専用であり、客車列車や貨物列車の運行は考慮されていない。このため最急勾配35‰（パーミル）（1000分の35）が許容されており、丘陵地帯をトンネルなしで建設することが可能となり、建設費の圧縮を図っている。
LGVで貨物列車の運行を制限している背景には、速度の遅い貨物列車が混在することで本来TGVが持っている高速性能を著しく制約してしまう点がある。また、TGVの高速走行に起因する乱気流によりすれ違う低速の貨物列車の走行が不安定になり、これは貨物列車・旅客列車双方にとってリスクをもたらすことになり、結果としてコスト高に繋がってしまう。ただし路線延長されたLGV大西洋線のトゥールへの分岐線や、LGV地中海線で計画中のニーム・モンペリエへの分岐線などでは貨物列車との混合走行が考慮されている。
英仏海峡トンネル - ロンドン間のCTRLでは貨物列車の輸送を補助するためにループ線施設が建設されたが、開業後も未だに利用されていない。
ベルギーのHSL 2（Hogesnelheidslijn 2）ではブリュッセルからリエージュへ最高速度200km/hの電気機関車牽引の列車が、建設中のオランダのHSL Zuid やイギリスのCTRLでは最高速度200km/h以上で運行される国内のインターシティサービスなど、各国で高速新線を活用した国内輸送の改善が計画されている。
英仏海峡トンネルはLGVではないが、100km/hから160km/hまでの範囲で、混在した貨物輸送、シャトル列車、およびユーロスターの運行を管理するため、保安装置はLGVと同一のTVM（後述）を利用している。160km/hで走るユーロスターと140km/hのシャトル列車（カートレイン）、120km/hの貨物列車が混在するため、異なる速度で走る列車同士の運転間隔は広く取らなければならず、速いユーロスターは先行列車に追いつき、線路容量を低下させてしまう。そのため、ユーロスター同士を3分間隔で続行運転させることで線路容量を確保するなどの工夫がなされている。

## 電力供給
LGVの電化方式は交流25,000V 50Hzとなっている。高速で走行する時、パンタグラフが架線に振動を引き起こし破断させる要因となるので、架線のワイヤーは通常の路線より強化され張りが強く保たれている。1990年の最高速度の記録更新試験の際には、架線の破断対策が大きな課題であった。そのため、500km/hの走行試験の対応に備え架線の張りはさらに強化する必要があった。LGV区間上では編成後部のパンタグラフのみを使用し、前部のパンタグラフで引き起こされる振動を避けている。両端動力車との間には中間車の屋根上にケーブル（特高圧引通し線）が敷かれ電力が供給されている。ユーロスター用のTMST編成では、通常のTGV編成の2倍近くの400m弱の編成長があり振動が減衰する。間隔が十分なため前後の動力車に搭載されているパンタグラフを使用することが可能であることから、高圧ケーブルの引き通しはされていない。LGV以外の通常の振動問題のない在来線や直流区間で走行する際は両方のパンタグラフを使用している。

## 保安装置

信号の境界を示す標識

Nf標識

LGV区間では従来の線路脇に建植された色灯式信号機では運転士にとってその現示を確認するには速度が高過ぎるため認識が難しい。よって信号システムは自動化されたTVM（Transmission Voie-Machine, またはtrack-to-train transmission）と呼ばれる車内信号方式が採用されている。速度情報等は軌道からパルス信号を通して列車に送られ、運転士は運転台の表示装置で速度、停止・発車の指示、目標速度などを直接確認することが可能である。運転士が間違っている場合には安全に列車を停止させることができる高度に自動化された装置だが、運転士の裁量は完全には取り除かれていない。LGV路線では信号閉塞区間は1,500mごとに区切られ、境界は青地の黄色の三角形の標識で示されている。運転台の表示装置には、先に路線の分析に基づいて、列車の現在走行している区間での最大許容速度と目標速度が示される。最大許容速度は先行列車に近付くと減速し、また分岐器の配置、速度規制、列車の最高速度とLGVの終端までの距離などの条件に基づいて決定される。通常、列車は一つの閉塞区間で停車することが不可能な際は（数百mから数kmの範囲）、停止する前に徐々に速度を落とす目的で運転士に警報が出される。LGVではTVM-430とTVM-300の2種類の信号システムが使われている。最新のシステムであるTVM-430はTVM-300より多くの情報を提供している。LGV北線から導入され、以後英仏海峡トンネル、ベルギーなどの高速新線でも採用されている。
保安システムは通常、運転士の裁量に任されている部分が新幹線のATCよりも多くある。最高速度は30km/hに制限されるが運転士は最初の指示がなくても別の閉塞区間に進入することが可能である。この場合、35km/hを超過すると非常ブレーキが動作する。もし、閉塞区間にNf（仏: non-franchissable）「通過可能ではない」を伴う標識があったならば、運転士は閉塞区間へ進入する前に指令所（仏: Poste d'Aiguillage et de Régulation）からの指示を受けなければならない。指令所が許可を出すと運転台上の白色灯点灯により運転士に告知される。運転士は操作盤のボタンを操作することで、非常ブレーキは無効にすることが可能となる。もし、これらのステップを省略した場合は標識に隣接した軌道回路で非常ブレーキが動作する。
TVMが日本の新幹線のATCよりも運転士の裁量に委ねる部分を多くしたのは、日本からATCの特許侵害を指摘されるのを回避するためだとも言われている。
列車が、在来線からLGV区間に進入・進出する際に軌道回路を通過すると自動的に適切な保安システムに切り替わる。例えば、列車がLGV線から在来線へ進入する際、TVMは作動せず従来のKVB（Contrôle Vitesse par Baliseまたはbeacon speed control: 地上信号方式）が有効になる。

## 駅

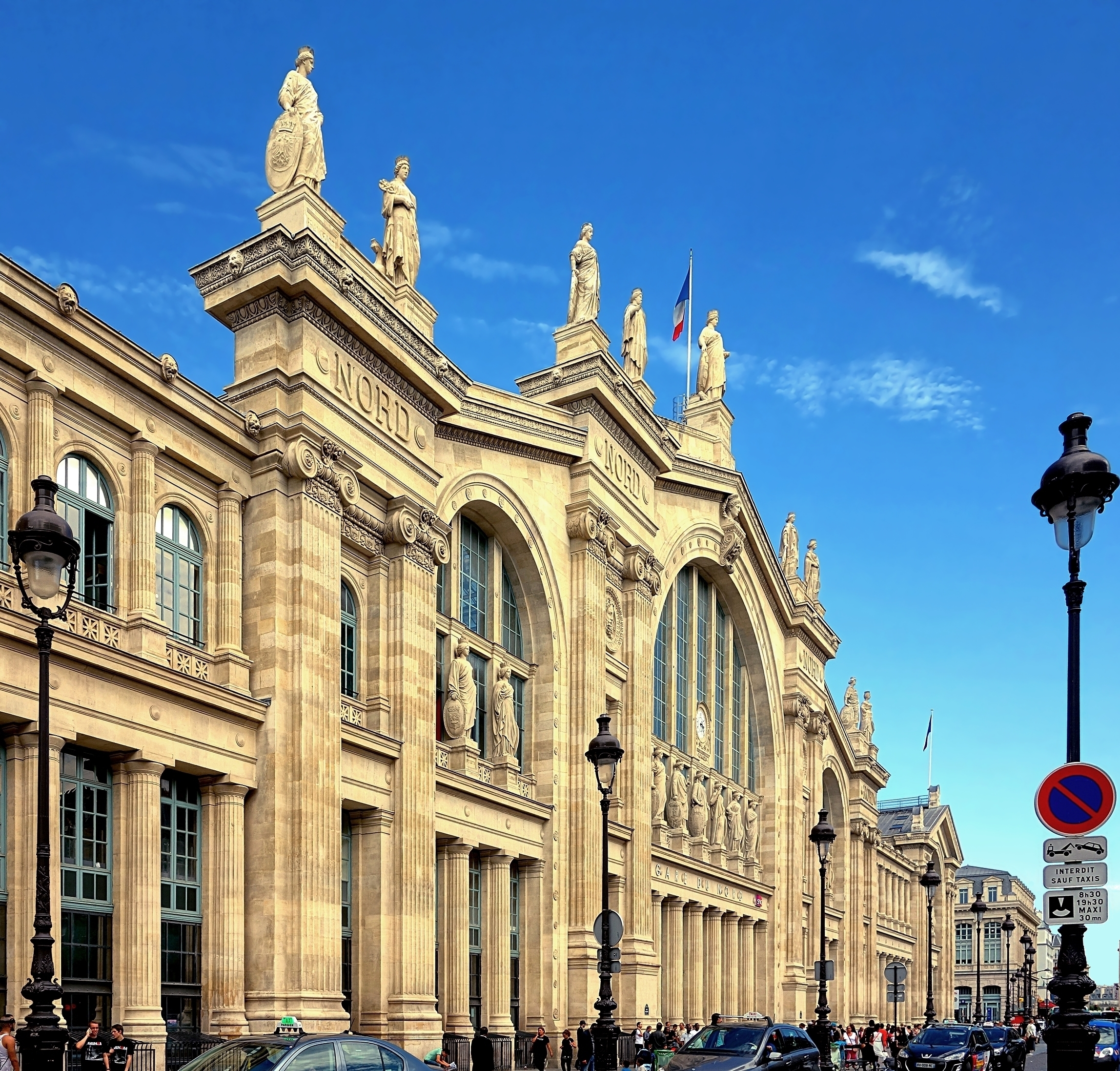
欧州最多の利用者数を有し、TGV発着駅であるパリ北駅

TGVはパリなどの列車の起点、終点となる都市部では在来線に乗り入れるため、既存の在来線の駅がそのままTGVの発着駅として用いられる。ただし多くの駅ではTGV乗り入れ時に駅の改良工事を行なっている。
TGV専用のLGVは市街地を避けて建設されているが、LGV上にもいくつかの駅が存在する。これらの駅は一般に周辺の都市からはやや離れている。また一部の駅は在来線の線路のすぐ近くにあるが、鉄道在来線との接続が考慮されている例は少なく、自動車でアクセスすることが想定されている。たとえば南東線のル・クルーゾTGV駅の近くをディジョンからル・クルーゾへの在来線が通っているが、在来線側には駅はない。アヴィニョンTGV駅も同様である。この背景には、フランス国鉄がTGV専用駅を従来の駅よりも空港に近いものと考えていたことがある。また駅を誘致した地方自治体は、新駅が新たなビジネスの拠点となることを期待していたが、その目論見はほとんどの場合外れている。ただし近年ではLGV上の駅も在来線など他の公共交通機関との接続が考慮される傾向にある。
LGV上の駅のうち、東連絡線のシャルル・ド・ゴール空港第2TGV駅とローヌ・アルプ線のリヨン・サン＝テグジュペリTGV駅は、それぞれパリ＝シャルル・ド・ゴール空港およびリヨン・サン＝テグジュペリ国際空港のターミナルビルに接続しており、TGVと航空機を乗り継ぐことができる。ただしシャルル・ド・ゴール空港駅が多くの地方都市やブリュッセルなどフランス国外から空港へのアクセスに活用されているのに対し、サン＝テグジュペリ空港駅では遠距離からTGVで空港に向かう旅客はわずかであり、多くは地元の地方空港を利用するほうを選んでいる。
2001年に開業したアヴィニョンTGV駅は大聖堂のような屋根が特徴である。

## 車両

### 概要
- 初期のTGVはトンネルでの高速走行を考慮して設計がなされていなかったため、トンネルを高速走行すると車体に亀裂が入ることがあること、及び客車の気密性が低いため、トンネル出入り時に気圧差によるいわゆる「耳ツン現象」が起こるという問題点を抱えていた。この欠点はトンネル区間のないLGV南東線では目立つことはなかったが、トンネルの多い韓国へKTXを導入する際に露顕し、KTX車両ではトンネル走行を前提に車体の強化、気密性の向上といった改良が行われている。
- TGVは基本的に固定編成であり（基本は10両編成だが、Atlantique編成は12両固定、TMST編成は20両固定などバリエーションがある）、編成の両端2両の動力車と、連接台車構造による中間の付随客車により組成される動力集中方式である（一部、両端から2両目の車両もその半分を動力部にあてた編成もある）。動力集中方式は客車部分の製造コストが低く、動力部のメンテナンスも集中的にできることや、騒音元となるモーターやコンプレッサーが基本的に搭載されていないため、客室部の静粛化が図られるなどのメリットがある反面、加減速性能、登坂性能に劣る等のデメリットがある。
- 輸送力調整を容易にするため、動力車前頭部に自動解結装置が装備されており、2編成併結の重連運転（double traction）を実施することが多い。
- TMST編成以降のタイプの運転席は、他国への乗り入れ時の利便を考慮に入れ、単窓、センターキャブ形式のものになっている。この運転室は万一の事故のために頑丈に作られ、車体強度をそれよりも下げたその後部で事故時の衝撃を吸収するという配慮がなされている。
- LGV南東線での輸送力不足を解消するため、1995年から客車をダブルデッカー構造としたDuplex（デュプレックス）編成が導入されている。昇降階段は各客車ごとにあるが、1階は車両ごとに行き止まりで、通路が全通しているのは2階だけである。
- 動力車以外は連接台車とし、台車数を減らし、転がり抵抗を減じている。
- 客車の車体幅は約2.8 - 2.9mと、日本の在来線車両並みである。座席は一等車（Première classe）では通路を挟んで1列と2列の横3列、二等車（Seconde classe）では横4列となっている[※ 8]。多くの座席が固定式で集団見合い式の座席配置となっており、二等車の座席にはリクライニング機構のないものもある。リクライニング機構は背もたれが後ろに倒れる形式ではなく、座板ごと前に出る形式のものが多い。
- フランスの複合企業・アルストムにより開発された。
- 走行地域・直通先の国に応じた車両編成が存在する。大別すると、南東線開業当時からのSud-Est編成、大西洋線開業時に新製されたAtlantique編成、既存のLGV区間全線ならびにベルギー・イタリア乗り入れのArtésia等他国への直通運転に対応した汎用型のRéseau（レゾ）編成、客車をダブルデッカー構造としたDuplex編成などがある。
  - さらにSud-Est編成には、スイスへの直通運転に対応した編成（TGV Lyria）や郵便輸送専用編成"La Poste"編成（車体塗装は黄色）、あるいは半室バー車や一部の1等車を2等車に改造した編成など、数種類のバリエーションが存在する。
- 南東線開業当初のSud-Est編成の車体塗装はオレンジ色を基調として、側面に白く太いラインを入れ、さらに窓周りをグレイのラインとしていた。その後Atlantique編成で採用された写真のようなシルバーメタリック地にブルー帯に変更されている。この塗色変更は、最高速度の引き上げ改造（270km/h→300km/h）と同時に実施された。
- 電気軌道総合試験車としてTGV IRIS 320編成が存在する。在来線電化区間の走行も可能。
- 強制式車体傾斜装置を搭載した"TGV-Pendulare"がテストに供されていた。外装は黒をベースにしたもので、一通りのテストを終了した後に、車体傾斜機構を撤去の上、通常の車両に復元されている。
- 動力車はすべて交直流対応で、SNCFの標準である直流1,500Vと交流25,000V 50Hzに対応する。編成によっては、これ以外の電源方式にも対応する。
- Sud-Est編成の一部には、スイス連邦鉄道（スイス国鉄）に長期リースされているものが存在する。当該編成はパンタグラフの摺り板の幅が狭いナロートレッドタイプに交換されている（これはスイス国内通過対応の車両と同一の改造）ほか、SNCFのロゴに代わりスイス国鉄のロゴが貼付されている。
- 2007年現在の営業最高速度は320km/h。2006年9月から、営業最高速度を360km/hにするための試験運行を開始した。

### 主要諸元
| 形式                                | 最高速度                      | 旅客定員              | 編成長  | 車体幅 | 空車重量 | 積車重量 | 電圧                                                                          | 出力                     |
| ----------------------------------- | ----------------------------- | --------------------- | ------- | ------ | -------- | -------- | ----------------------------------------------------------------------------- | ------------------------ |
| TGV Sud-Est                         | 270km/h 新製時 300km/h 改造後 | 368 新製時 345 更新後 | 200.19m | 2.81m  | 385t     | 418t     | 直流1,500V+交流25,000V 50Hz（一部編成は+交流15,000V 16 2/3Hz）                | 6,450kW （交流25,000V）  |
| TGV Atlantique                      | 300km/h                       | 485 新製時 459 更新後 | 237.5m  | 2.90m  | 444t     | 484t     | 直流1,500V+交流25,000V 50Hz                                                   | 8,800kW （交流25,000V）  |
| TGV Réseau                          | 320km/h                       | 377 新製時 361 更新後 | 200.19m | 2.90m  | 383t     | 415t     | 直流1,500V+交流25,000V 50Hz（一部編成は+直流3,000V）                          | 8,800kW （交流25,000V）  |
| TGV TMST (Eurostar Three Capitals)  | 300km/h                       | 794                   | 393.7m  | 2.81m  | 752t     | 816t     | 直流750V（第三軌条方式）+直流3,000V+交流25,000V 50Hz（一部編成は+直流1,500V） | 12,240kW （交流25,000V） |
| TGV TMST (Eurostar North of London) | 300km/h                       | 596                   | 318.9m  | 2.81m  | 665t     |          | 直流750V（第三軌条方式）+直流3,000V+交流25,000V 50Hz                          | 12,240kW （交流25,000V） |
| TGV Duplex（原型）                  | 320km/h                       | 516                   | 200.19m | 2.90m  | 390t     | 424t     | 直流1,500V+交流25,000V 50Hz                                                   | 8,800kW （交流25,000V）  |
| TGV Réseau Duplex                   | 320km/h                       | 516                   | 200.19m | 2.90m  | 390t     | 424t     | 直流1,500V+交流25,000V 50Hz（一部編成は+直流3,000V）                          | 8,800kW （交流25,000V）  |
| TGV Duplex Dasye                    | 320km/h                       | 516                   | 200.19m | 2.90m  | 390t     | 424t     | 直流1,500V+交流25,000V 50Hz                                                   | 9,280kW （交流25,000V）  |
| Thalys PBKA                         | 300km/h                       | 377 新製時 374 更新後 | 200.19m | 2.90m  | 385t     | 415t     | 直流1,500V+直流3,000V+交流25,000V 50Hz+交流15,000V 16 2/3Hz                   | 8,800kW （交流25,000V）  |
| TGV POS                             | 320km/h                       | 361                   | 200.19m | 2.90m  | 383t     | 415t     | 直流1,500V+交流25,000V 50Hz+交流15,000V 16 2/3Hz                              | 9,280kW （交流25,000V）  |
| TGV postal                          | 270km/h                       | -                     | 200.19m | 2.81m  | 345t     |          | 直流1,500V+交流25,000V 50Hz                                                   | 6,450kW （交流25,000V）  |

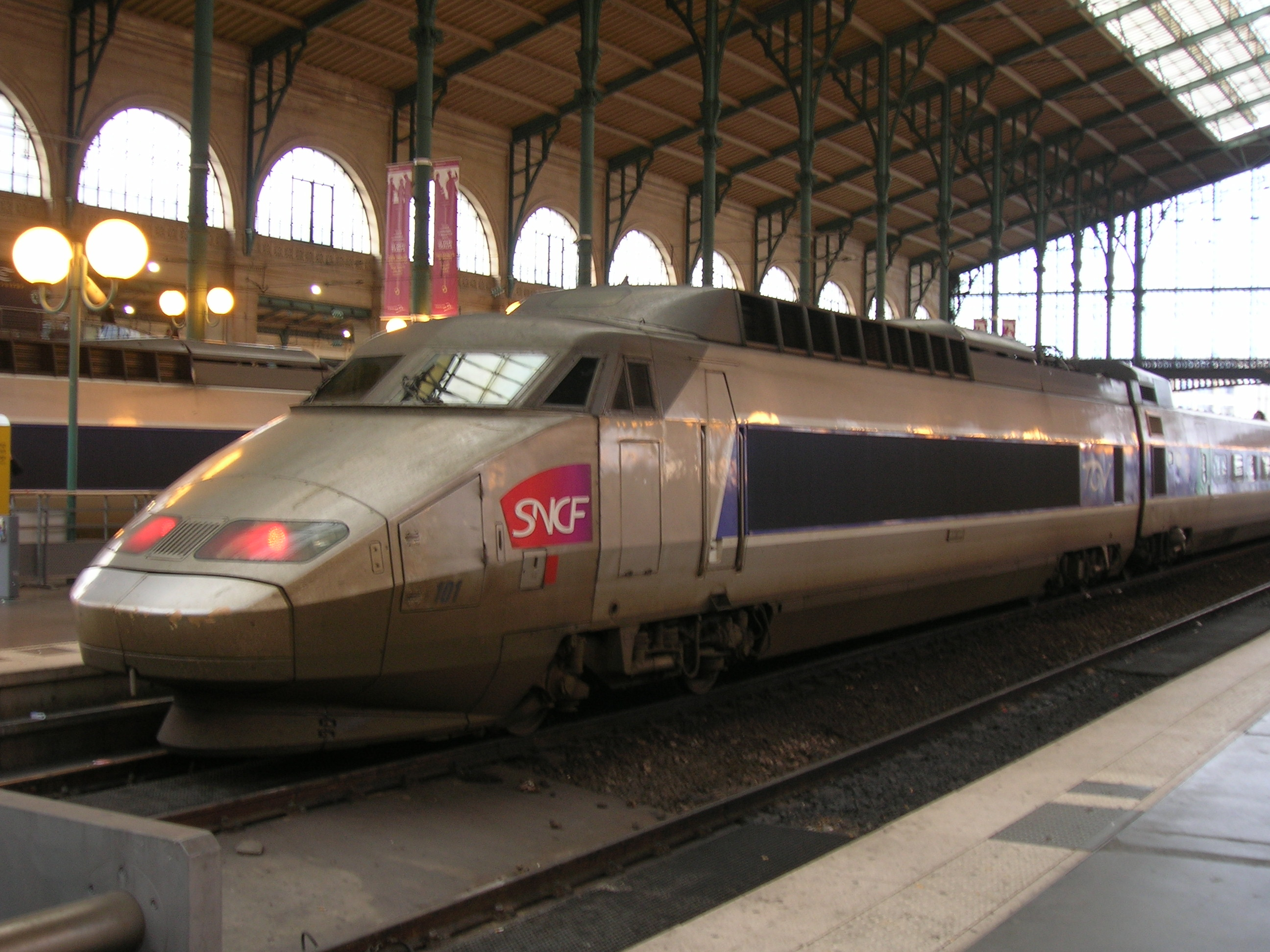
TGV Sud-Est
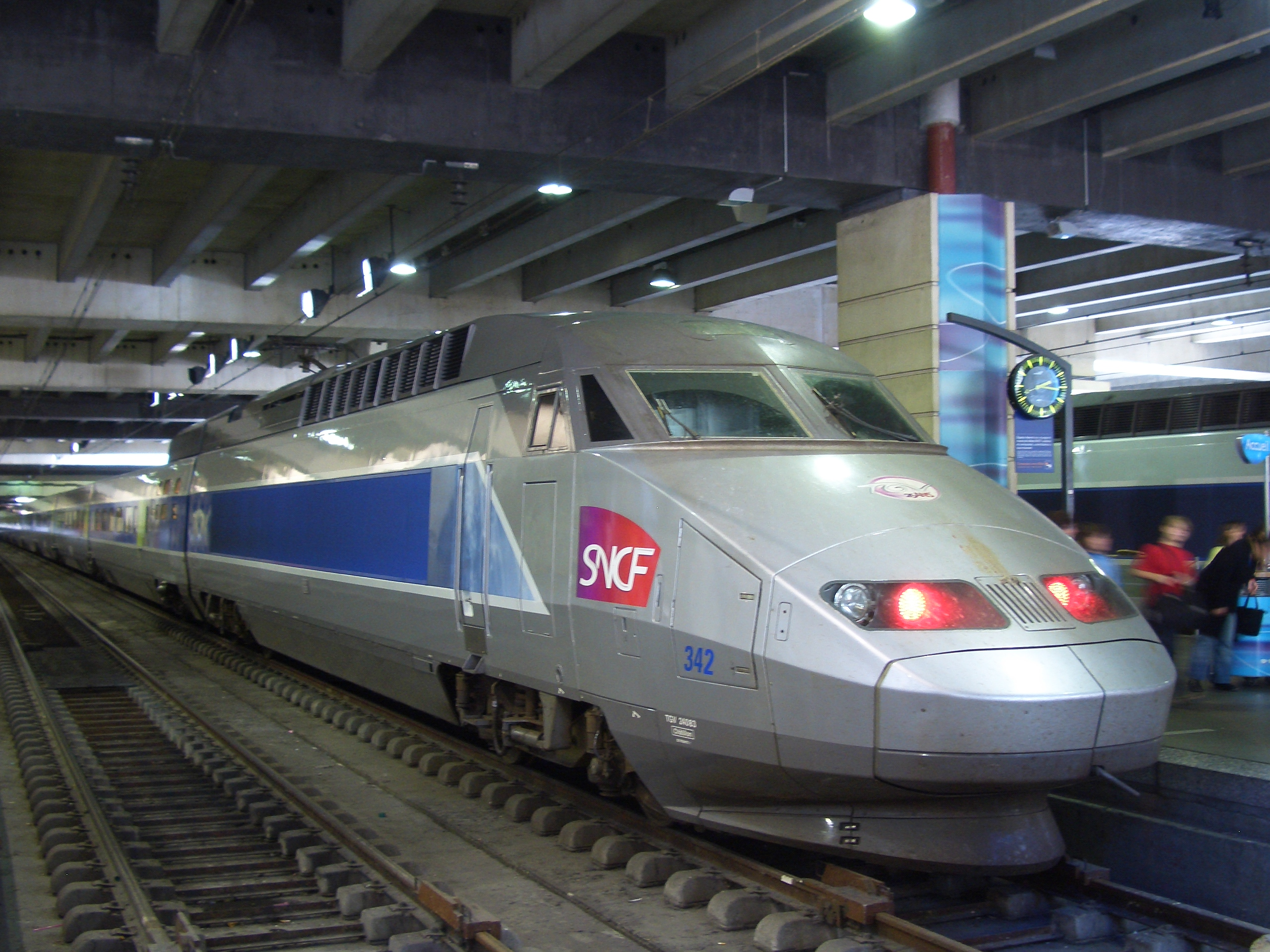
TGV Atlantique
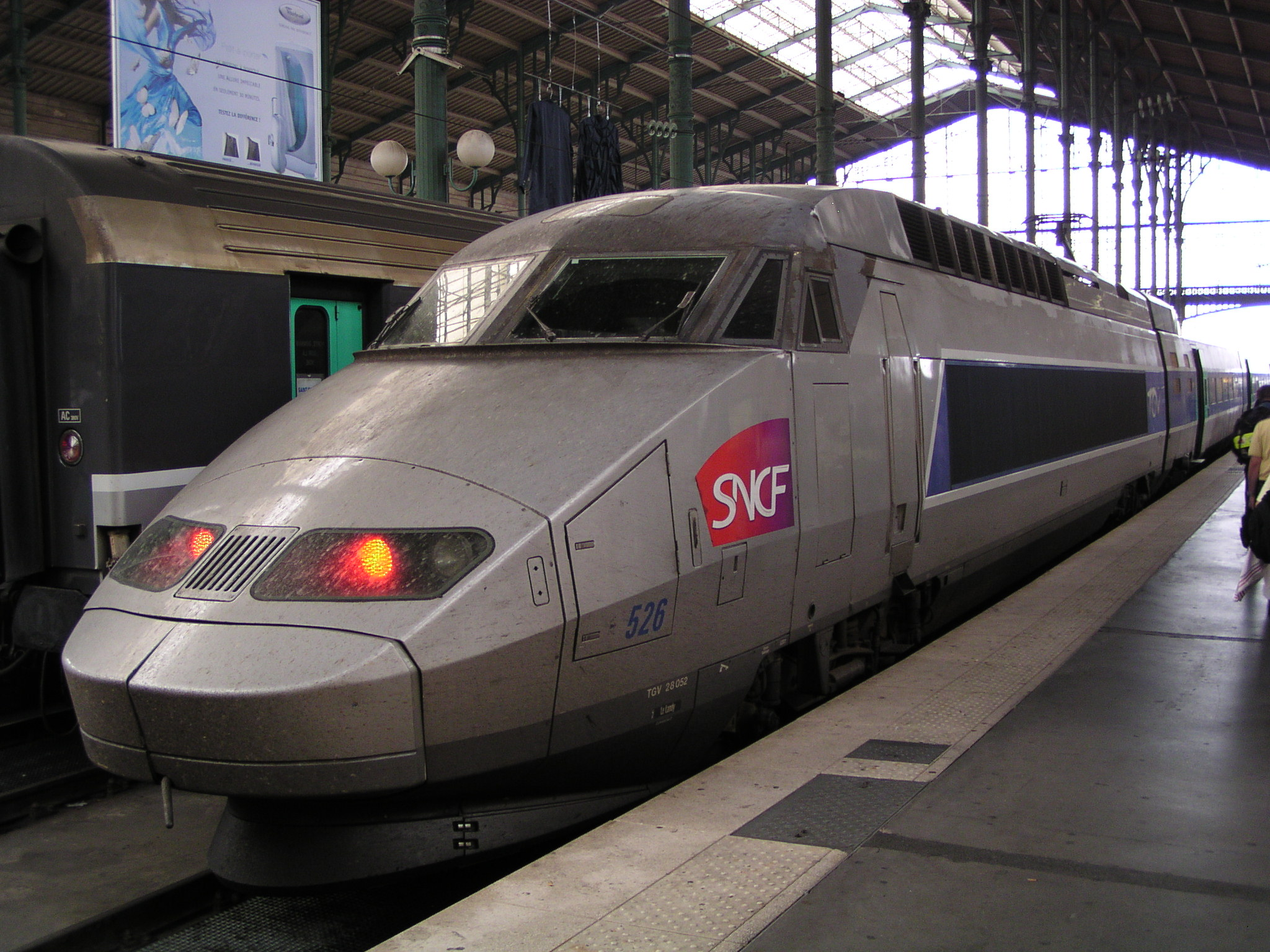
TGV Réseau
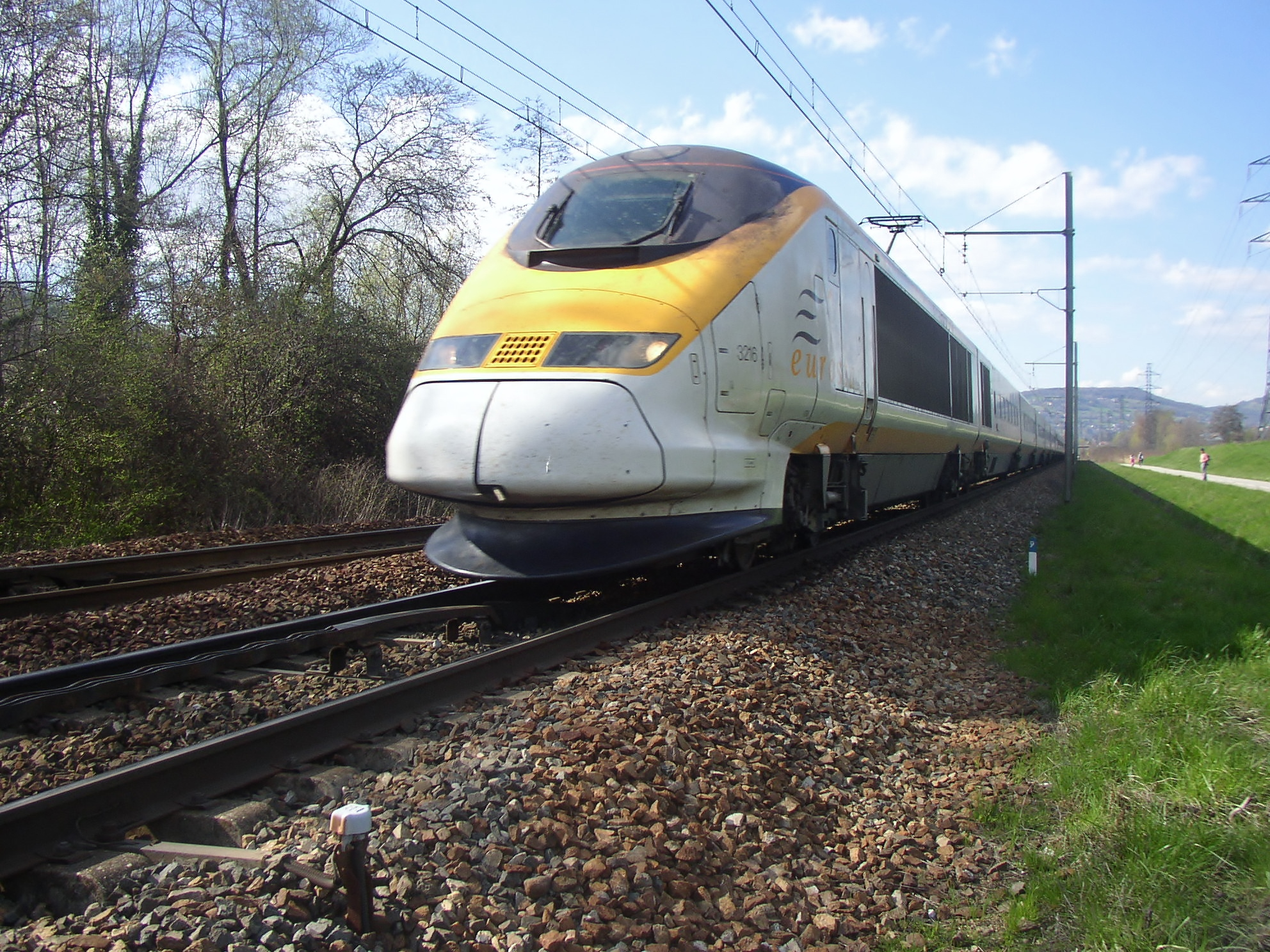
TGV TMST
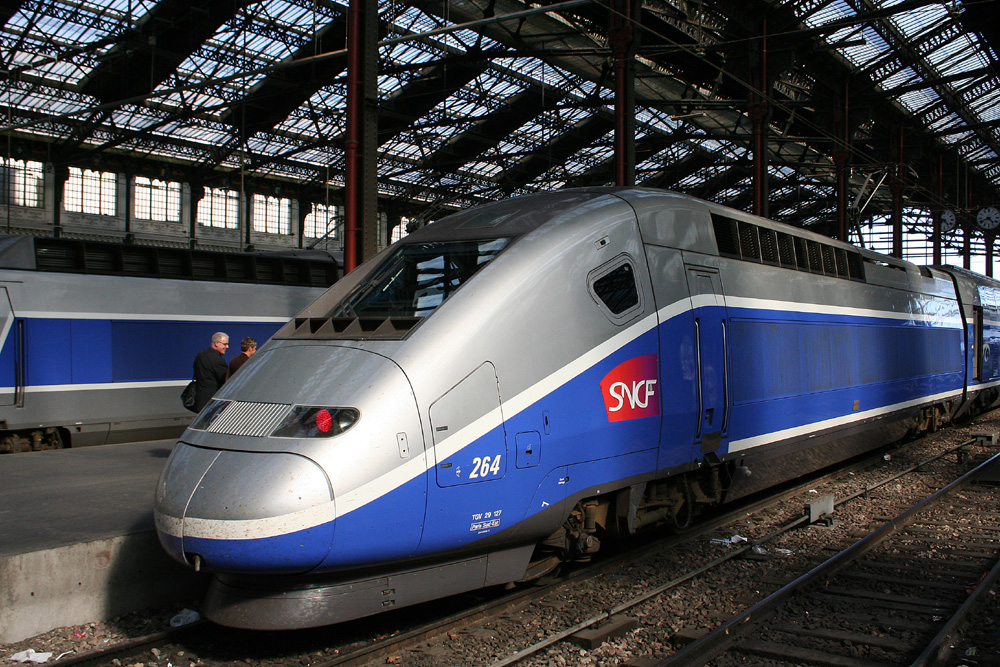
TGV Duplex
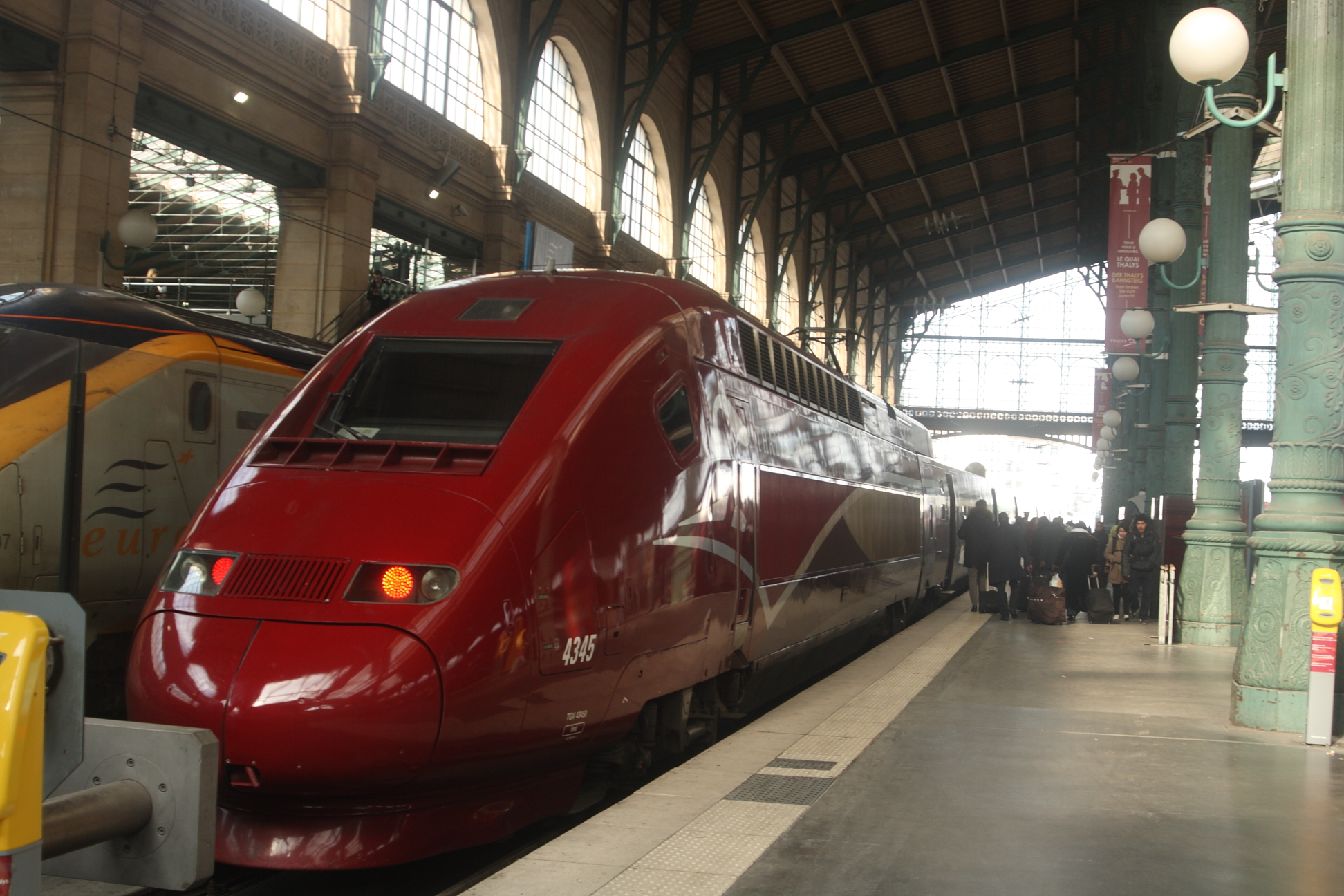
TGV Thalys PBKA
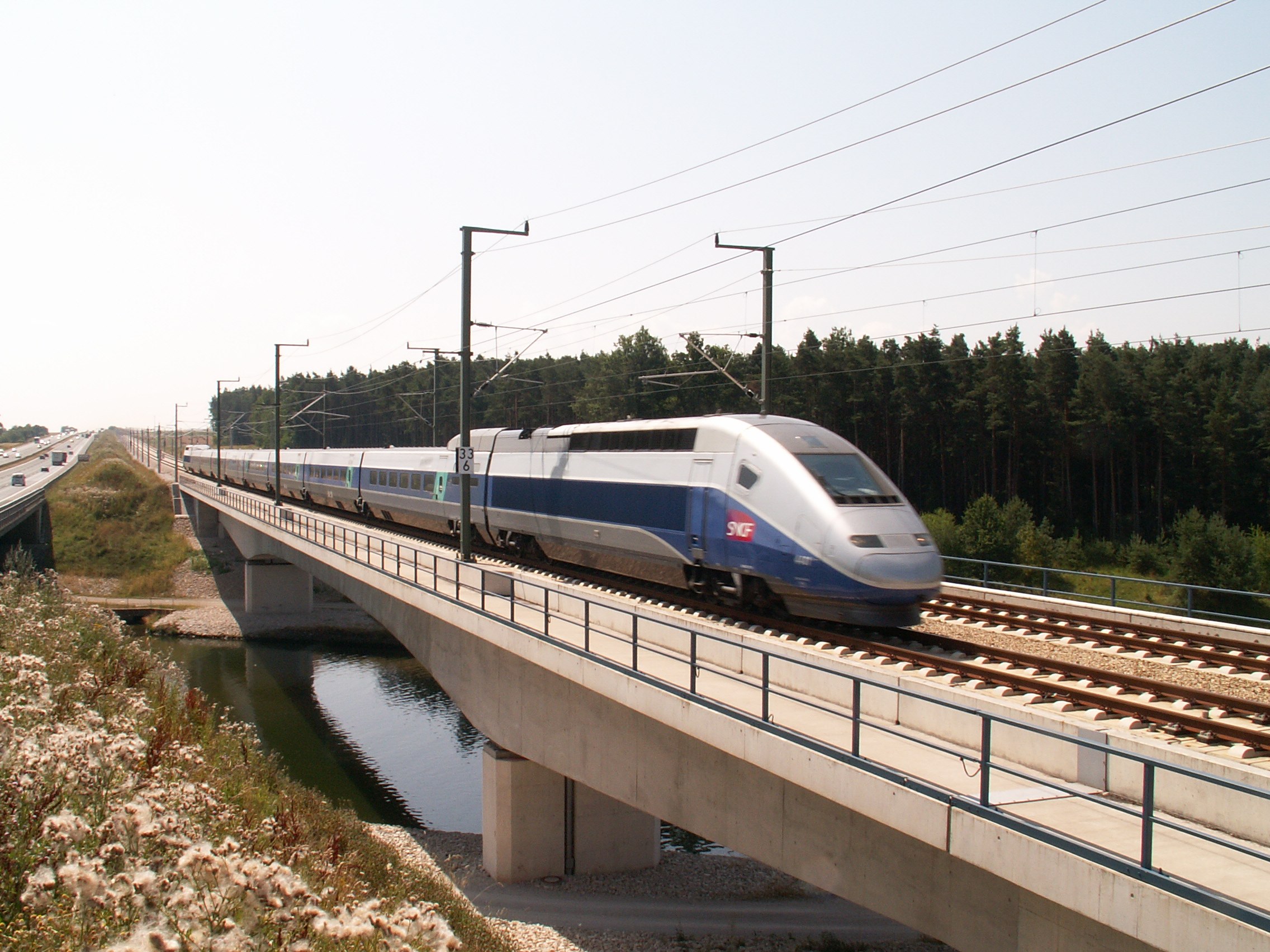
TGV POS
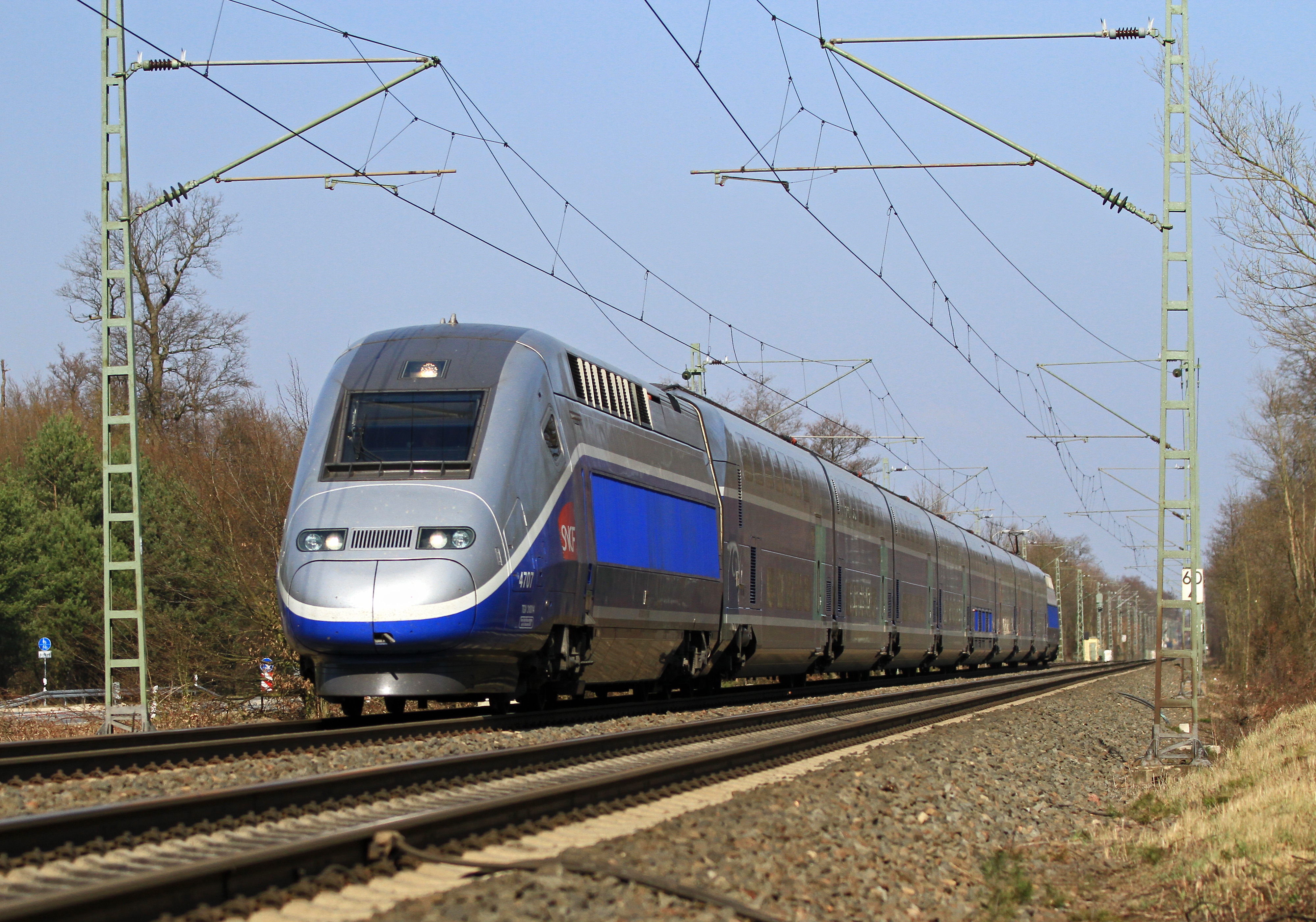
Euroduplex
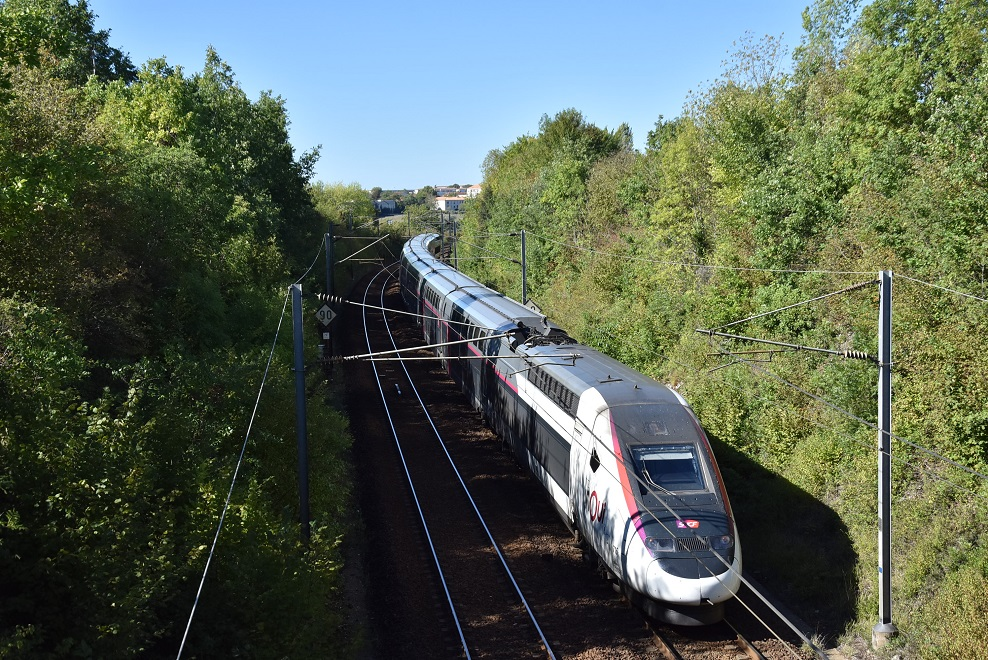
TGV inOui

## 路線網

TGVの運行路線網
青実線はフランス国内の高速新線LGV、赤実線はフランス近隣国のTGVが乗り入れる高速新線。黒実線はTGVが乗り入れる在来路線。青・赤破線は建設中の高速新線。黒破線はTGVの乗り入れが検討されている在来路線。

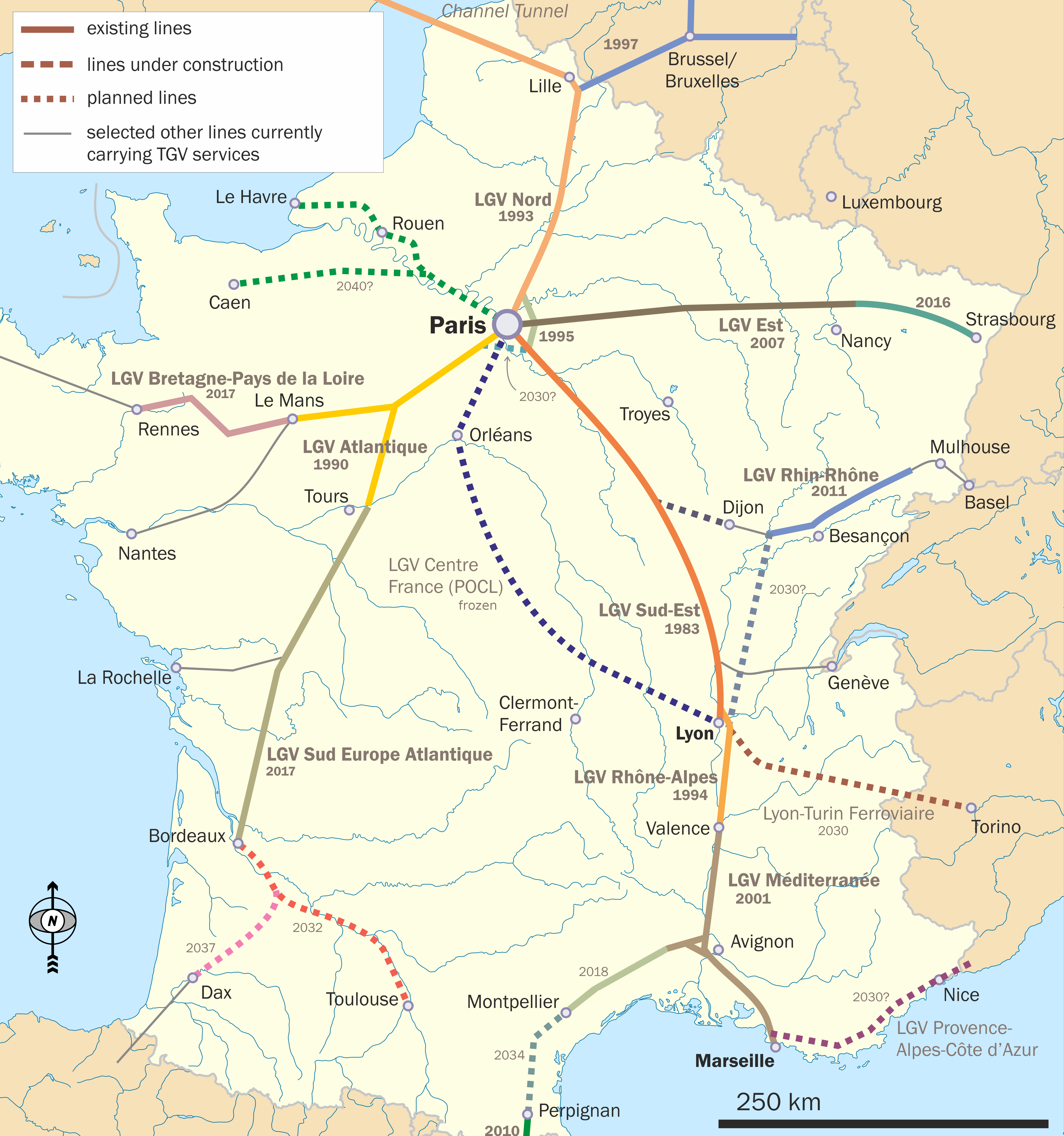
高速新線LGVの路線網

フランス国内には、約1,800kmのLGV網（高速新線網）が存在する。パリを中心に放射状に核となる4本の路線とその他の路線で構成されている。
高速運転の可能なLGVは以下の通り。なお以下の表の地名は路線の起終点近くの主要都市を示し、必ずしもそのコミューンに乗り入れているとは限らない。

### 営業中の路線
| 路線名                                | 区間                                                                    | 開業年          | 距離                                   | 備考 |
| ------------------------------------- | ----------------------------------------------------------------------- | --------------- | -------------------------------------- | --- |
| 南東線                                | パリ - リヨン                                                           | 1981年 - 1983年 | 417km                                  | |
| ローヌ・アルプ線                      | リヨン近郊 - ヴァランス                                                 | 1994年          | 121km                                  | 南東線の延長 |
| 地中海線                              | ヴァランス - アヴィニョン - ニーム および マルセイユ                    | 2001年          | 295km                                  | ローヌ・アルプ線の延長 |
| 大西洋線                              | パリ - ル・マン および トゥール                                         | 1989年 - 1990年 | 280km                                  | |
| 北線                                  | パリ - リール - ベルギー国境 および 英仏海峡トンネル                    | 1994年          | 333km                                  | ベルギー高速鉄道（HSL）1号線に接続 |
| 東ヨーロッパ線                        | パリ - ボードルクール                                                   | 2007年          | 300km                                  | 部分開業 |
| 東ヨーロッパ線                        | ボードルクール - ストラスブール                                         | 2016年          | 106km                                  | 2016年7月4日開業 ICEが乗り入れ |
| 東連絡線                              | パリ郊外                                                                | 1994年          | 104km                                  | 南東線と東ヨーロッパ線、北線とを連絡する路線。途中にはシャルル・ド・ゴール国際空港の第2空港ターミナルビル直下に設置されたシャルル・ド・ゴール空港第2TGV駅とディズニーランド・パリの最寄り駅のマルヌ＝ラ＝ヴァレ＝シェシー駅がある。                                                             |
| ペルピニャン-フィゲラス線             | ペルピニャン - フィゲラス（スペイン）                                   | 2010年          | 45km                                   | フィゲラスからスペイン側はAVE北東回廊に接続。路線そのものは2009年に完成していたが、実際に高速列車の営業を開始したのは2010年12月19日から。2013年1月にはフィゲラス-バルセロナ間の高速新線が開通し、2013年12月15日よりTGVのバルセロナまでの乗り入れが開始された（同時にAVEもリヨン等に乗り入れ）。 |
| ライン・ローヌ線                      | ヴィレ＝レ＝ポ（ディジョン南東） - プティ＝クロワ（ベルフォールの東方） | 2011年          | 140km                                  | 2011年12月11日部分開業 |
| ライン・ローヌ線 ルターバッハ短絡線   | 2012年                                                                  | -               | リヨン方面とストラスブール方面の短絡線 | |
| 南ヨーロッパ大西洋(SEA)線             | トゥール - ボルドー                                                     | 2017年          | 302km                                  | 2017年7月2日開業 |
| ブルターニュ-ペイ・ド・ラ・ロワール線 | ル・マン - レンヌ                                                       | 2017年          | 182km                                  | 2017年7月2日開業 |
| ラングドック＝ルシヨン線              | ニーム付近 - モンペリエ付近                                             | 2017年後半      | 80km                                   | 2017年貨物のみ 2018年旅客サービス開業 |

### 建設中（営業開始前）のもの
| 路線名                     | 区間                    | 開業予定   | 距離    | 備考 |
| -------------------------- | ----------------------- | ---------- | ------- | ---- |
| トリノ～リヨン高速線       | リヨン付近 - トリノ付近 | 2032年     | 271km   |      |
| LGVボルドー-トゥールーズ線 | ボルドー - トゥールーズ | 2032年頃。 | 約200km |      |

### 建設予定のもの
| 路線名（仮称）                                      | 区間                                                                     | 開業予定   | 距離    | 備考         |
| --------------------------------------------------- | ------------------------------------------------------------------------ | ---------- | ------- | ------------ |
| ライン・ローヌ線                                    | プティ・クロワ - ルターバッハ（ミュールーズの西方）                      | 未定       | 36km    |              |
| ライン・ローヌ線                                    | モンバール（南東線から分岐） - ディジョン - ジャンリ（ディジョンの東南） | 未定       | 70km    |              |
| LGVプロヴァンス＝アルプ＝コート・ダジュール(PACA)線 | エクス＝アン＝プロヴァンス - ニース                                      | 2026年以降 | 180km   |              |
| 未定                                                | ボルドー - スペイン国境                                                  | 2030年以降 | 約250km |              |
| 未定                                                | ポワティエ - リモージュ                                                  | 2030年以降 | 115km   |              |
| 未定                                                | モンペリエ付近 - ペルピニャン                                            | 2030年以降 | 約200km |              |
| パリ・クレルモン・リヨン線                          | パリ - クレルモン＝フェラン - リヨン                                     | 2030年以降 | 約400km | 詳細経路未定 |

2013年、フランス政府はTGV拡大志向の鉄道行政見直しに着手。計画されている一部のLGVについては無期限延期にすると発表した。このほか長期的な計画としてパリ - ルーアン - ル・アーヴル間、パリ - アミアン - カレー間（パリ・ロンドン線）などでLGVの建設が検討されている。また（必ずしもLGV規格とは限らない）TGV用の新規、改良路線としてはオー＝ビュジェ線（パリからジュネーヴ方面への短絡線）やパリ南郊外でLGV南東線と地中海線をオルリー空港経由で結ぶ路線がある。このほかリヨンとイタリアのトリノを結ぶ旅客、貨物両用の新線（トリノ-リヨン高速線）も計画されている。開業は2032年を予定している。

## 運転
- 多くの列車がパリを起点に、フランスの各都市を結ぶ。パリ以外の都市間連絡としてはパリ市街地を始発・終着とせずに、LGV東連絡線を経由する列車が設定されておりIntersecteursと呼ばれる。また、LGV路線のないノルマンディー地方のル・アーヴル、シェルブール方面から南東線・東ヨーロッパ線方面に直通する列車なども設定されている。
- パリのターミナルは基本的に、南東線・地中海線系統はリヨン駅、大西洋線系統はモンパルナス駅、北ヨーロッパ線系統はパリ北駅、東ヨーロッパ線はパリ東駅である。
- 国際列車として、スイス・ベルギー・イタリア・ルクセンブルク・ドイツ・モナコへの直通がある。
- ドーバー海峡（カレー海峡）のユーロトンネルでロンドン（イギリス）・パリ間およびロンドン・ブリュッセル（ベルギー）間を結ぶ路線はユーロスター（黄色）、パリ、ブリュッセル、アムステルダム（オランダ）およびケルン（ドイツ）を結ぶ路線はタリス（えんじ色）というそれぞれ専用の名称とカラーリングを持っている。
- パターンダイヤはあまり徹底していない一方で、2編成連結や続行運転は多く見られる。

## 他交通機関（特に航空網）との競合

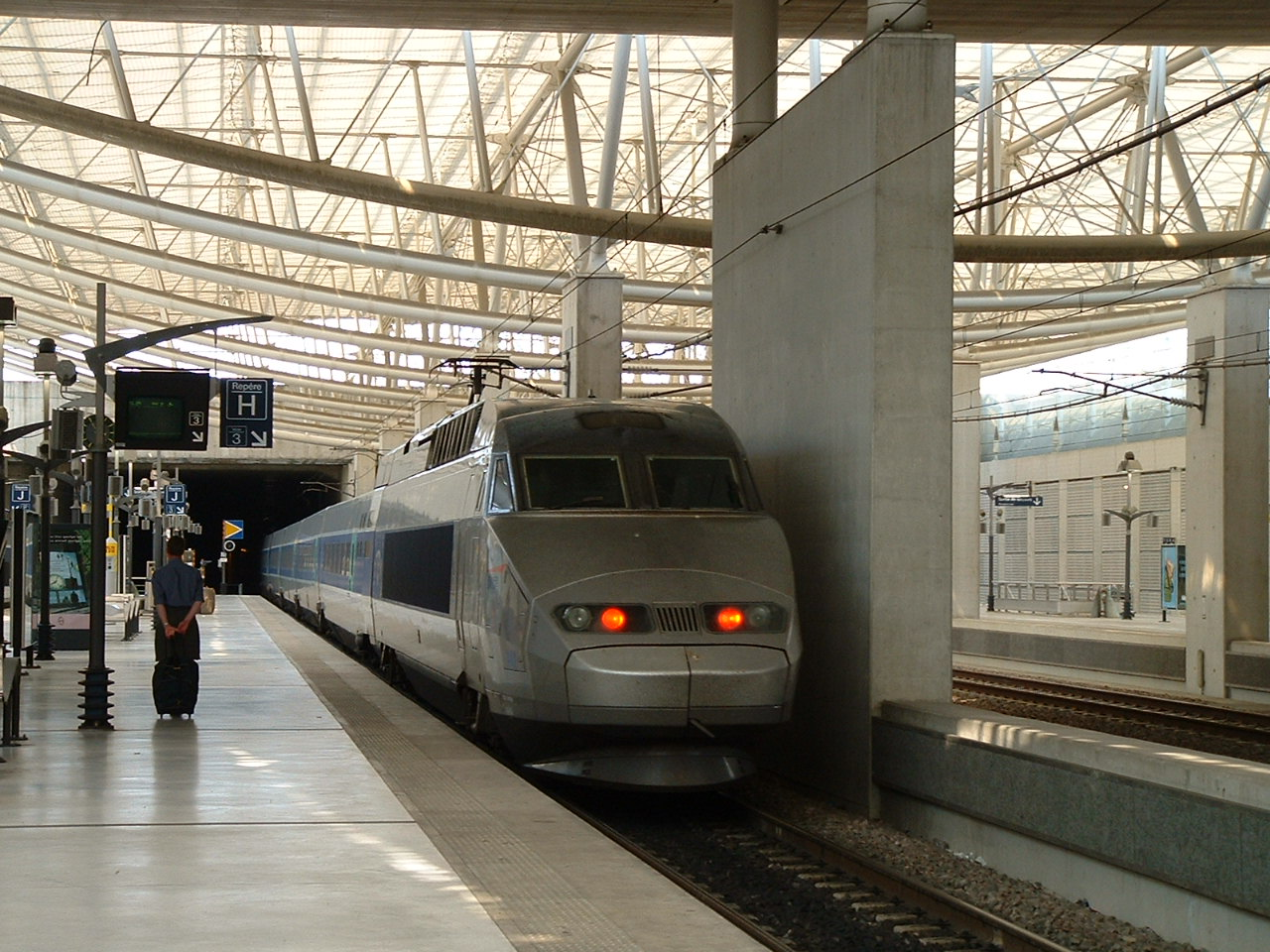
航空業界と競合していると同時に、連携も行われている (シャルル・ド・ゴール空港第2TGV駅)

TGVの競合相手は、高速道路（オートルート）もさることながら、特に国内航空網を強く意識している。
フランスの場合、国土面積が日本の約1.5倍（643,427km2）、可住地面積が日本の約2倍（72.1%）であるのに対し、人口は日本の約半分（約6,544万人）である。数十万から百万人規模の「都市共同体」と呼ばれる都市圏が国内に点在している一方で、都市圏以外の人口密度が極めて少ないのが特徴である。また、政治的・経済的に、フランスは首都パリへの一極集中型で、地方都市圏においても、パリとの結びつきが強い。そのため、鉄道運営上の観点からはパリ（あるいは都市圏）と都市圏を結ぶ「線輸送」が主体となり、この点は日本やドイツと異なる。そして多くの「都市圏」は、首都パリから500km、あるいはそれ以上離れていることが多い（リヨンで約400km、マルセイユで約700km）。
国内航空網は、パリとこれらの都市圏を、ほぼ1時間程度で結び、便数も1日に数十便が、定員150人程度の小型機で運航されている。そのため、空港アクセス時間を考慮すると、鉄道が航空網よりも優位に立つためには、これらの都市圏をおおむね3時間以内で結ぶ必要がある。その一方で、比較的短距離の都市相互間の連絡は、TGVではあまり重視されていない。
TGVが歴史的に高速運転に異常なまでのこだわりを見せる要因の一つが、このような地理的条件にあるとされる。実際、1990年の515.3km/h世界記録樹立の際には、「1,000kmを3時間で結ぶ」という極めて野心的な戦略が立てられている。
2000年代に入ってからは、フランスにおいても格安航空会社の台頭により、運賃面で鉄道に優位性がなくなりつつあるため、格安航空会社同様に、ウェブサイト上によるオンライン予約・クレジットカード決済などを取り入れた格安サービス"iDTGV"も導入されている。
一方で、パリのシャルル・ド・ゴール国際空港や、リヨンのリヨン・サン＝テグジュペリ国際空港にはTGVの駅も設置されており、航空網との連携も行われている。また、エールフランスやコンチネンタル航空（現ユナイテッド航空）のようにTGVに航空便名を付与して、航空便との共同運航という形を取っている事例も存在する。

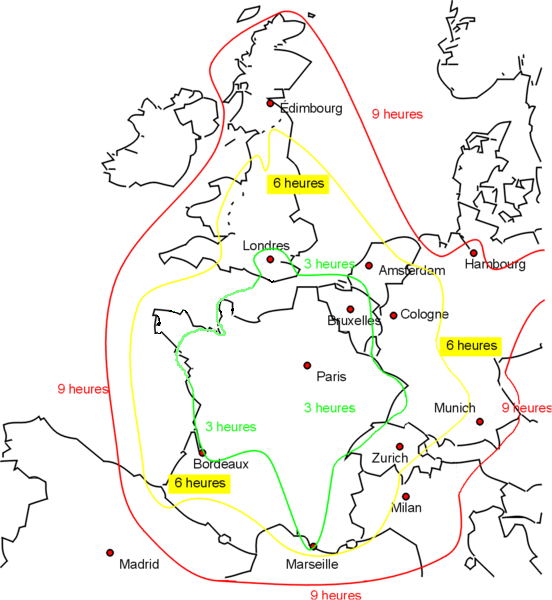
列車での到達時間範囲（パリ起点） 出典:
Les services

| 年                                                           | 年間旅客数（100万） |
| ------------------------------------------------------------ | ------------------- |
| 1981                                                         | 1.26                |
| 1982                                                         | 6.08                |
| 1983                                                         | 9.20                |
| 1984                                                         | 13.77               |
| 1985                                                         | 15.38               |
| 1986                                                         | 15.57               |
| 1987                                                         | 16.97               |
| 1988                                                         | 18.10               |
| 1989                                                         | 19.16               |
| 1990                                                         | 29.93               |
| 1991                                                         | 37.00               |
| 1992                                                         | 39.30               |
| 1993                                                         | 40.12               |
| 1994*                                                        | 43.91               |
| 1995                                                         | 46.59               |
| 1996                                                         | 55.73               |
| 1997**                                                       | 62.60               |
| 1998                                                         | 71.00               |
| 1999                                                         | 74.00               |
| 2000                                                         | 79.70               |
| 2001                                                         | 83.50               |
| 2002                                                         | 87.90               |
| 2003                                                         | 86.70               |
| 2004                                                         | 90.80               |
| 2005                                                         | 94.00               |
| 2006                                                         | 97.862              |
| 2007                                                         | 105.366             |
| 2008                                                         | 116.054             |
| 2009                                                         | 114.395             |
| 2010                                                         |                     |
| 1994* ユーロスターを含む 1997** タリスを含む 出典:Geschichte |                     |

## フランス国外への進出
隣接国への直通列車であるユーロスターやタリスのみならず、TGVをベースとした車両はスペイン・RenfeのAVE、韓国・KTX、アメリカ・AMTRAKのアセラ・エクスプレスなど、諸外国へも輸出している。ドイツとの連合で臨んだ中華民国（台湾）の台湾高速鉄道では日本の新幹線が採用されたほか、中華人民共和国でも新幹線方式が採用されたこともあるものの、官民一体となった売り込みの結果、京滬高速鉄道で車両の購入が行われた。
台湾高速鉄道への売込みに際しては、ドイツ鉄道（DB）のICE 1の動力車とTGV Duplex編成のダブルデッカー客車を組み合わせたデモンストレーション編成「ユーロトレイン（Eurotrain）」を走行させた。これは、当初フランスが提案を検討していたDuplex10両編成やドイツ案のICE 1 14両編成をそのまま導入した場合、いずれも台湾に要求されていた一編成あたりの定員を確保できなかったためである。客車1両あたりの定員が最も多いのはTGV Duplex編成のダブルデッカー客車だが、これを単純に増結すると当時のTGV用動力車では出力不足となり対応できなかったため、より出力の大きいICE 1用動力車とTGV用客車を組み合わせるという苦肉の策が採用された。
高速鉄道のみならず、鉄道全般に関して長年のライバルであるフランスとドイツが「ヨーロッパ連合」として手を組み、新幹線を売り込もうとする日本連合に対抗したことでも話題となったが、結果的には新幹線が採用された。新幹線が採用された経緯は多種の要因があるが、TGVに比較すると新幹線は高頻度での大量輸送を実現していること、台湾でも懸念される地震対策の日本国内での実績に加え、1998年6月3日にハンブルク近郊のエシェデ（Eschede）駅付近で発生したICE 1の事故が決定打となったと言われている（詳しくは「エシェデ鉄道事故」を参照）が、実際は1999年9月21日に発生した台湾大地震の発生が最大の要因である。
2007年10月22日にモロッコ・フランス両政府がTGV（アラビア語表記は تي جي في）の技術を用いたアフリカ諸国では初の高速鉄道の導入を発表した。モロッコ国民の鉄道事情への不満に応えたものであるとされている。アルストム社から12本のTGV Euro Duplex編成が導入された。将来的には、マラケシュへの延伸を含め増大する旅客輸送量に対処するため総延長1,500kmの路線網を2030年頃までに整備する構想もされている。まず2013年までに、タンジェ - ケニトラ間の200kmが整備され、最高速度320km/hの運転が計画されている。合わせて、新しい機関車の導入やスピードアップなどモロッコの鉄道近代化も実施される。

　2018年11月、アフリカ初の高速鉄道としてタンジェ - カサブランカ間が開業。同月15日にタンジェ・ヴィル駅で開業式典が開催され、ムハンマド6世モロッコ国王臨席の下、フランスのマクロン大統領も出席した。一般営業運転は11月26日からで、初日を含め3日間は無料扱いとなり、3万人余りが乗車したという。所要時間は従来の4時間45分から半分以下の2時間10分と大幅に短縮された。車内放送やモニターの案内はアラビア語とフランス語のみ。カフェカーは2階部分にあり、イスラム国家のためアルコール類の販売は行っていない。
アルゼンチンで計画されているブエノスアイレス - ロサリオ間の高速鉄道整備計画でもTGVをベースとした高速鉄道を導入する構想が存在したが、これは計画自体が消滅した

## 開発中の車両

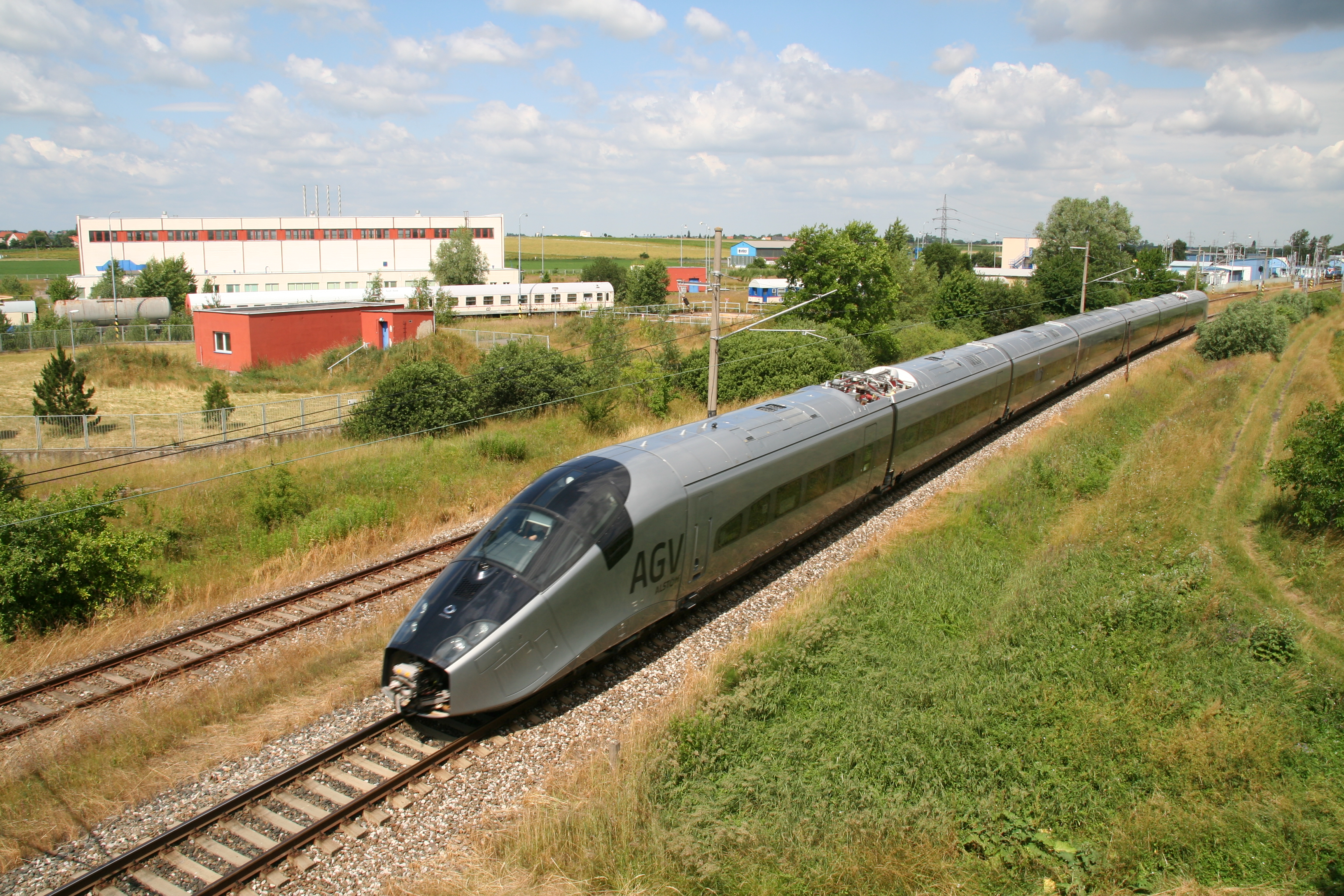
AGV

アルストムはTGVに代わる高速列車としてAGV（Automotrice à Grande Vitesse）を開発した。日本の新幹線やDBのICE 3（シーメンスの製品名ではヴェラロ（Velaro））のような動力分散方式を採用し、主電動機は各車両に装備されている。また、編成の製造コストと安全基準は現行のTGVと同程度とすることとしている。AGVは200mの従来のTGVと同じ編成長で旅客定員を450名に増やすことに成功し、目標となる最高速度は350km/hとなっている。
短期的な計画では、現行ダイヤで併結運転を行っているDuplex編成の中間部に組成される動力車2両を台車部に主電動機を装備したダブルデッカー電動客車に代えて輸送力を10%向上させることが考えられている。
しかし、主要機器を床下に搭載する動力分散式の構造上低床化が難しく、バリアフリーに対応できないことや、パリ-リヨン間の輸送力が飽和状態に達しており、二階建て車両の「Duplex」でなければ対処できない為、フランス国鉄の次世代車両としてのTGVの車種選考からは外されることとなった。
TGVでの実用化は果たせなかったが、イタリアのNTVが運行する「italo(イタロ)」として運用を開始している。

## 事故
TGVの運行歴史の中では死亡事故を含む重大事故が多数発生している。在来線区間では踏切などの平面交差も存在するため、TGVも通常の列車と同等の危険度で事故が発生する。

### LGV区間上
- 1993年12月21日 ノール＝パ・ド・カレー地域圏のヴァランシエンヌからパリに向かって運行されていたTGV7150列車（Réseau第511編成）が300km/hで北線を走行中に、当時建設前のTGVオート・ピカルディ駅で降雨が原因で軌道下に穴が開いた箇所で脱線した。この穴は第一次世界大戦まで遡るが、LGV北線の建設中には発見されなかった。編成中の前部動力車と客車4両が脱線したが、200名の乗客は軽傷で済んだ。
- 2000年6月5日 パリからロンドンへ向かっていたユーロスター9073列車（ベルギー国鉄（SNCB）所有第3101/3102編成）が250km/hでノール＝パ・ド・カレー地域圏のクロワジーユ（Croisilles）付近で脱線した。部品が軌道上に落下し、前部動力車後位台車の動力伝達機構が破損した。501名の乗客のうち7名が打撲を負い、他は脱線時に衝撃を受けた。
- 2015年11月14日 - エックヴェルスハイム脱線事故: ストラスブール近郊で複数の技術者を乗せて試験運転中だった車両が脱線、車両の一部が幅40mの運河に転落し、AFP通信によると搭乗していた技術者や10～15歳の子供ら53人のうち11人が死亡、42人が負傷した。自治体当局者によると、ブレーキの遅れによる速度超過が原因との見方が強い[21]。

### 在来線上
- 1983年12月31日 マルセイユからパリに向かっていたTGV車内で、テロリストのカルロス・ザ・ジャッカルがしかけた爆弾の爆発によって2人が死亡した。
- 1988年9月28日 グルノーブルからパリに向かっていたTGV736列車（Sud-Est第70編成"Melun"）が105km/hで走行中、ローヌ＝アルプ地域圏・イゼール県ヴォアロン（Voiron）の踏切で100tの変圧器を積載していた運搬トラックと衝突した。本来、重量が大きい運搬トラックは踏切内進入禁止であった。その重量から激しい衝突を起こし、脱線はしなかったが運転士と乗客計2名が死亡し、25名が軽傷を負った。列車には300名が乗車していた。
- 1991年1月4日：ブレーキ系統の故障後、Atlantique第360編成がパリ南郊のシャティヨン車両基地（現・アトランティック車両基地）から逸走し、パリ・ヴォージラール駅の側線に導かれ車止めに60km/hで衝突した。負傷者はいなかったが、動力車と2両の客車は激しく損傷し後に再造されている。
- 1997年9月25日 パリからダンケルクへ向かっていたTGV7119列車（Réseau第502編成）が130km/hで走行中、ダンケルク近くの踏切で70tのアスファルト舗装機材と衝突した。動力車は回転し、築堤下に落下。次位の客車2両も軌道から外れ、軌道脇の林で止まった。7名が負傷した。
- 2001年10月31日 パリからスペイン・バスク州のフランス国境に位置するイルンに向かっていたTGV8515列車が130km/hで走行中、フランス南西部アキテーヌ地域圏のダクス付近で10両の客車が脱線し、後部動力車が転覆した。原因は保線の不備であった。
- 2003年1月30日 ダンケルクからパリに向かって106km/hで走行中のTGVがフランス北部・ノール＝パ・ド・カレー地域圏のエスケルベク（Esquelbecq）に所在する踏切で大型貨物車と衝突した。前方の動力車は激しい衝撃を受けたが、1台車が脱線しただけで運転士も軽傷で済んだ。
- 2007年12月19日 パリ発ジュネーヴ行のTGVが100km/hで走行中、フランス東部、スイス国境に近接するローヌ=アルプ地域圏トシア（Tossiat）近郊の踏切で大型トラックと衝突。トラックの運転手が死亡し、TGVの乗客35名も負傷した[22]。

多くの事故後、TGVが走行する在来線は踏切の撤去が進んでおり、LGV大西洋線の終端トゥール - ボルドー間の在来線においては全ての踏切が撤去されている。

## TGVに対する抗議運動
TGVに対する環境問題での最初の反対運動は1990年5月にLGV地中海線の計画段階で起きた。抗議団体は鉄道の高架橋を封鎖し、計画中の路線に対して抗議した。抗議団体は「リヨンからマルセイユまでは在来線の列車で行けるので新たな路線は必要ない」と主張した。
Lyon Turin Ferroviaire（LTF）（リヨン - シャンベリ - トリノ）はLGVとイタリアのTreno Alta Velocità SpA（TAV）が建設する高速新線網に接続させる計画で、イタリアでは論議の対象であった。大部分のイタリアの政党はこの路線の建設に関して賛成しているが、建設が行われる沿線の住民は強く反対している。この路線では長大トンネルが建設されるが、反対者の意見では、トンネル掘削にともなって地中のアスベスト鉱石やウラン鉱石等の危険物質が空気中に飛散することを懸念した。このためトンネルからの排気から有害物質を除去する装置が設置されたが建設開始が6ヶ月遅れた。
沿線住民の懸念の他に、TAV網の整備に反対する国民的な反対運動も10年間継続している。フランスは日本などに比較すると人口密度が低いことからTGVの騒音問題はあまり深刻な問題ではないと一部で見られがちだが、SNCFはLGVが通過する町村における騒音問題を緩和する目的で沿線に防音壁などを設置している。また、LGV大西洋線のパリ郊外区間では騒音問題を回避するために、トンネル区間を設け最高速度も200km/hに落として運行している。しかし、対策が施されていない箇所では抗議運動が続いている。

## その他
- 西暦2000年前後の数年間という短期間だが、TGVが非電化区間をディーゼル機関車に牽引されて直通運転したことがある。LGV大西洋線からの列車が、ペイ・ド・ラ・ロワール地域圏ヴァンデ県、大西洋岸のマリンリゾート地でもあるレ・サーブル＝ドロンヌまで運行された。当時ナントから先の区間は非電化であったため、CC72000形に牽引された。CC72000形はTGV編成と連結するために密着連結器設置改造と、電源供給回路設置改造を施工した専用機3両が用意された。その後2008年12月にレ・サーブル＝ドロンヌまでの電化が完成し、再度TGVがパリから直通するようになった。